# Gliese 876 b
Gliese 876 b je exoplaneta obíhající mateřskou hvězdu Gliese 876 – červeného trpaslíka v souhvězdí Vodnáře - s oběžnou dobou 61,067 pozemských dnů. Byla objevena v červnu 1998 jako první známá planeta obíhající červeného trpaslíka. Je současně nejvzdálenější známou planetou v rámci své soustavy.